# Naczyniak limfatyczny torbielowaty

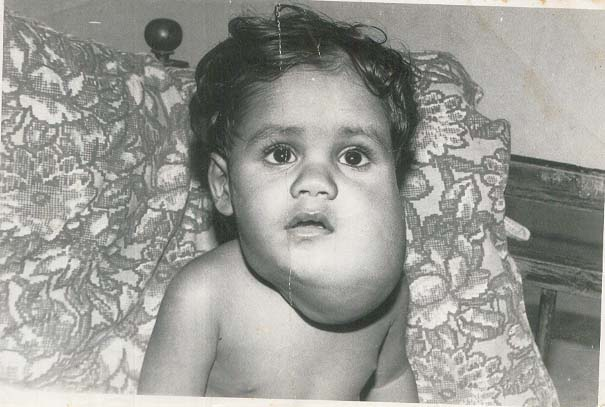
Dziecko z widocznym naczyniakiem

Naczyniak limfatyczny torbielowaty (łac. lymphangioma cysticum, hygroma cysticum) – wada wrodzona, odmiana naczyniaka jamistego. Najczęściej występuje w okolicy szyi (hygroma colli), rzadziej pachy lub pachwiny.

## Obraz kliniczny i przebieg
Naczyniak limfatyczny torbielowaty jest wielokomorowym, torbielowatym guzem; powiększa się i może osiągnąć duże rozmiary.

## Leczenie
Zmianę należy chirurgicznie usunąć z marginesem zdrowych tkanek, ponieważ daje nawroty.